# 洪三雄
洪三雄（1949年—），台灣彰化人，企業家、收藏家，曾任國票綜合證券公司董事長，長年從事金融事業，現為雙清文教基金會董事長。大學期間曾擔任學運領袖，原與妻子陳玲玉欲協助陳鼓應參選國大代表，當時政府中止選舉，洪三雄決定離開政治、轉而從商。
洪三雄在經商之餘，愛好文物蒐藏及公益活動，分別於2007年和2009年出任「中華文物學會」、「清翫雅集」理事長，為「紙風車319/368兒童藝術工程」發起人。

## 生平
洪三雄從小在彰化北斗長大，小時以備取考上彰化高中初中部，國三時曾被學校老師遊說加入中國國民黨。升高中時落榜，經過一年重考，才又進入彰化高中就讀；高二曾當選彰中首次的模範生選舉。大學考上台灣大學法律系，與馬英九是同班同學；妻子陳玲玉是小他一屆的學妹，兩人因保釣運動而開始了學生運動。1970年，洪三雄擔任台大法代會主席，陳玲玉任秘書長。
1971年，陳玲玉接任法代會主席，洪三雄擔任法律系刊物《法言》主導者，在白色恐怖下，舉辦「言論自由在台大」、「民主生活在台大」、「全面改選中央民意代表」等座談會，兩人策略性邀請國民黨台灣大學知識青年黨部書記長馬鶴凌出席「民主生活在台大」座談會、馬鶴凌安排國大代表出席「中央民意代表應否全面改選」辯論會，因而引發國民黨內對此不滿，馬鶴凌不到三個月即下台；同年10月，兩人在國慶期間發行一萬份《我們要說話的權利》快報，隔日警總至台大欲拘捕兩人，而獲時任台大訓導長張德溥阻止。
1973年5月，洪三雄所編著的《知識人的出路》出版，同年8月當局認不妥而遭查禁。
洪三雄在大學畢業前，被記了兩個大過；畢業後，洪三雄入伍服役，被分發到政戰處，兩年的軍旅生涯改變了洪三雄原本「不跟環境妥協」的想法。
退伍後，洪三雄求職困難，也遭當局限制出境。洪三雄在台大推薦下，進入華南銀行工作，因大學時期的抗爭記錄，差點無法報到，後與岳父陳土根約定不從政，陳土根為其做保才得以開始工作。
1984年，洪三雄與蔡萬春、蔡辰洋聯手，收購台南區中小企業銀行股權，由蔡辰洋出資、洪三雄的名義進場，取得逾三成股權。
1992年，因陳玲玉被派往美國舊金山進修，洪三雄一家三口跟著赴美移民。
2004年，洪三雄返台擔任台灣金融資產服務公司董事長。
2022年，洪三雄辭去國票金控下國票證券、國票期貨及國票證創投等三家子公司董事長，宣布退休。

## 作品節選

### 著作
- 洪三雄：《烽火杜鵑城──七十年代台大學生運動》，1993年 自立晚報，ISBN 9789575962647
- 洪三雄, 陳玲玉，《也追憶似水年華：永不中斷的追尋 從台大到台灣》，2015年，圓神，ISBN 9789861335360

### 編著
- 台大師生著，洪三雄編：《知識人的出路》，1973年 新生出版

## 個人生活
洪三雄與陳玲玉兩人育有一女。陳玲玉之父親為國泰信託創辦人的陳土根。